# Lista över öar i Hongkong
Detta är en ofullständig lista över öar i Hongkong. Regionen består av Kowloonhalvön och 263 öar över 500 m², varav den största är Lantau och den näst största är Hongkongön. Ap Lei Chau är en av de mest tätbefolkade öarna i världen.
Hongkongön är historiskt Hongkongs politiska och kommersiella centrum. Det var platsen för den första bosättningen, Victoria City, där det finansiella distriktet Central ligger nu. De flesta av de andra öarna kallas vanligen kallas the Outlying Islands. Kowloonhalvön är ett annat kommersiellt centrum i Hongkong.
Fastän ett av de arton distrikten heter Islands District ("Öarna") tillhör många öar i Hongkong inte det distriktet, som bara består av ett tjugotal stora och små öar i de södra och sydvästliga vattnen i Hongkong.

## Halvöar
Ofullständig lista över halvöar - och distriktet de hör till:

### Fastland
- Kowloonhalvön
- Sai Kung Peninsula
- Clear Water Bay Peninsula
- Wan Tsai

### Hongkongön
- Cape D'Aguilar - Southern District
- Shek O - Södra
- Stanley - Södra

### Lantau Island
- Chi Ma Wan Peninsula - Öarana, Hongkong
- Fan Lau

### Tidigare halvöar
- Tai Kok Tsui - Yau Tsim Mong, nuförtiden svårt att identifiera på kartor på grund av så kallad landåtervinning, användande av land som varit under vatten.

## Öar
Ofullständig lista övar öar (förutom Hongkongön) - och distriktet de hör till:
- A Chau (丫洲, Centre Island, Hongkong) - Tai Po
- A Chau (鴉洲) - Norra Hongkong
- Adamasta Rock (北長洲石) - Islands District
- Ap Chau Mei Pak Tun Pai (鴨洲尾白墩排) - Norra
- Ap Chau Pak Tun Pai (鴨洲白墩排) - Norra
- Ap Chau (鴨洲, Robinson Island) - Norra
- Ap Lei Chau (鴨脷洲, Aberdeen Island) - Southern District
- Ap Lei Pai (鴨脷排) - Södra
- Ap Lo Chun (鴨籮春) - Norra
- Ap Tan Pai (鴨蛋排) - Norra
- Ap Tau Pai (鴨兜排) - Norra
- Bay Islet (匙洲) - Sai Kung
- Breaker Reef - Tai Po
- Bun Bei Chau (崩鼻洲) - Sai Kung
- Bun Sha Pai (崩紗排) - Tai Po
- Cha Kwo Chau (茶果洲) - Islands
- Cha Yue Pai (炸魚排) - Sai Kung
- Cham Pai (杉排) - Tai Po
- Cham Pai (沉排) - Sai Kung
- Cham Tau Chau (枕頭洲) - Sai Kung
- Chap Mo Chau (執毛洲) - Norra
- Chau Tsai Kok (洲仔角) - Tai Po
- Chau Tsai (洲仔) - Sai Kung
- Che Lei Pai (扯里排) - Tai Po
- Chek Chau (赤洲, Port Island) - Tai Po
- Chek Lap Kok (赤鱲角) - Islands
- Cheung Chau (長洲) - Islands
- Cheung Shek Tsui (長石咀) - Norra
- Cheung Sok (長索) - Tsuen Wan
- Cheung Tsui CHau (長咀洲) - Sai Kung
- Ching Chau (青洲) - Sai Kung
- Conic Island (飯甑洲) - Sai Kung
- Douglas Rock (德己利士礁) - Islands
- Flat Island (Ngan Chau)(銀洲) - Tai Po
- Fo Shek Chau (火石洲, Basalt Island) - Sai Kung
- Fo Siu Pai (火燒排) - Sai Kung
- Fu Wong Chau (虎王洲) - Norra
- Fun Chau (墳洲) - Norra
- Green Island (青洲) - Centrala och västra Hongkong
- Ha So Pai (蝦鬚排) - Islands
- Hau Tsz Kok Pai (孝子角排) - Tai Po
- Hei Ling Chau (喜靈洲) - Islands
- Hin Pai (蜆排) - Tai Po
- Hokomato (伙蕞島) - Islands
- Hok Tsai Pai (殼仔排) - Sai Kung
- Hung Pai (紅排) - Norra
- Kai Chau (雞洲) - Sai Kung
- Kat O (吉澳, Crooked Island) - Norra
- Kau Pei Chau (狗脾洲) - Södra
- Kau Sai Chau (滘西洲) - Sai Kung
- Kau Yi Chau (交椅洲) - Islands
- Kiu Tau (橋頭) - Sai Kung
- Kiu Tsui Chau (橋咀洲, Sharp Island) - Sai Kung
- Ko Pai (高排) - Norra
- Kok Tai Pai (角大排) - Norra
- Kowloon Rock (九龍石) - Kowloon City
- Kung Chau (弓洲) - Tai Po
- Kwun Cham Wan (罐杉環) - Sai Kung
- Kwun Tsai (觀仔) - Sai Kung
- Lak Lei Tsai (癩痢仔) - Sai Kung
- Lamma Island (南丫島) - Islands
- Lan Shuen Pei (爛樹排) - Norra
- Lan Tau Pai (爛頭排) - Sai Kung
- Lantau Island (大嶼山) - Islands
- Lap Sap Chau (垃圾洲) - Sai Kung
- Little Green Island (小青洲) - Centrala och västra
- Lo Chau (羅洲) - Södra
- Lo Chi Pai (鷀鸕排) - Norra
- Lo Chi Pai (鷀鸕排) - Sai Kung
- Lo Fu Tiu Pai (老虎吊排) - Sai Kung
- Lo Shue Pai (老鼠排) - Östra Hong Kong
- Loaf Rock (饅頭排) - Islands
- Luk Chau (鹿洲) - Islands
- Lung Kwu Chau (龍鼓洲) - Tuen Mun
- Lung Shan Pai (龍山排) - Södra
- Lung Shuen Pai (龍船排) - Sai Kung
- Lut Chau (甩洲) - Yuen Long
- Ma Shi Chau (馬屎洲) - Tai Po
- Ma Tsai Pai (孖仔排) - Sai Kung
- Ma Wan (馬灣) - Tsuen Wan
- Ma Yan Pai (媽印排) - Tai Po
- Magazine Island (火藥洲) - Södra
- Mei Pai (尾排) - Islands
- Middle Island (熨波洲) - Södra
- Mong Chau Tsai (芒洲仔) - Sai Kung
- Moon Island (磨洲) - Tai Po
- Muk Yue Chau (木魚洲) - Sai Kung
- Nam Fung Chau (南風洲) - Sai Kung
- Ng Fan Chau (五分洲) - Södra
- Nga Ying Chau (牙鷹洲) - Sai Kung sydöst om Ching Chau (青洲)
- Nga Ying Pai (牙鷹排) - Sai Kung
- Ngam Hau Shek (岩口石) - Tsuen Wan
- Ngan Chau (銀洲) - Islands
- Ngau Sh Pui (牛屎砵) - Sai Kung
- Ngo Mei Chau (娥眉洲, Crescent Island) - Norra
- Ninepin Group (果洲群島) - Sai Kung
  - Kong Tau Pai (光頭排)
  - Lung Shuen Pai (龍船排)
  - North Ninepin Island (北果洲)
  - Sai Chau Mei (細洲尾)
  - Shue Long Chau (蕃莨洲)
  - Tai Chau (大洲)
  - Tai Chau Mei (大洲尾)
  - Tuen Chau Chai (短洲仔)
- Pak Chau (白洲, Tree Island) - Tuen Mun
- Pak Ka Chau (筆架洲) - Norra
- Pak Ma Tsui Pai (白馬咀排) - Sai Kung
- Pak Pai (白排) - Sai Kung
- Pak Sha Chau (白沙洲, Round Island) - Norra
- Pak Sha Chau (白沙洲, White Sand Island) - Sai Kung
- Pat Ka Chau (筆架洲) - Norra
- Peaked Hill (雞翼角) - Islands
- Peng Chau (坪洲) - Islands
- Pin Chau (扁洲) - Sai Kung
- Ping Chau (平洲) - Tai Po
- Ping Min Chau (平面洲) - Sai Kung
- Po Pin Chau (破邊洲) - Sai Kung
- Po Toi Islands (蒲苔群島) - Islands
  - Castle Rock (螺洲白排)
  - Lo Chau (螺洲, Beaufort Island)
  - Mat Chau (墨洲), an islet off Po Toi Island
  - Mat Chau Pai (墨洲排), en holme utanför Mat Chau
  - Po Toi Island (蒲苔島)
  - Sai Pai (細排)
  - San Pai (散排)
  - Sung Kong (宋崗)
  - Tai Pai (大排)
  - Tung Ping Chau Island
  - Waglan Island (橫瀾島)
- Po Yue Pai (蒲魚排) - Sai Kung
- Pun Shan Shek (半山石) - Tsuen Wan
- Pyramid Rock (尖柱石) - Sai Kung
- Round Island (銀洲) - Södra
- Sai Ap Chau (細鴨洲) - Norra
- Sam Pai (三排) - Sai Kung
- Sam Pui Chau (三杯酒) - Tai Po
- Sha Chau (沙洲) - Tuen Mun
- Sha Pai (沙排) - Norra
- Sha Pai (沙排) - Tai Po
- Sha Tong Hau (沙塘口山, Bluff Island) - Sai Kung
- Sham Shui Pai (深水排) - Islands
- Shau Kei Pai (筲箕排) - Norra
- Shek Chau (石洲) - Sai Kung
- Shek Kwu Chau (石鼓洲) - Islands
- Shek Ngau Chau (石牛洲) - Tai Po
- Shelter Island (牛尾洲) - Sai Kung
- Sheung Pai (雙排) - Norra
- Shui Cham Tsui Pai (水浸咀排) - Norra
- Shui Pai (水排) - Islands
- Siu Kau Yi Chau (小交椅洲) - Islands
- Siu Nim Chau (小稔洲) - Norra
- Siu Tsan Chau (小鏟洲) - Sai Kung
- Soko Islands (索罟群島) - Islands
  - Cheung Muk Tau (樟木頭)
  - Ko Pai (高排)
  - Lung Shuen Pai (龍船排)
  - Ma Chau (孖洲)
  - Shek Chau (石洲)
  - Siu A Chau (小鴉洲)
  - Tai A Chau (大鴉洲)
  - Tau Lo Chau (頭顱洲)
  - Wan Hau Chau (灣口洲)
  - Yuen Chau (圓洲)
  - Yuen Kong Chau (圓崗洲)
- Steep Island (青洲) - Sai Kung
- Sunshine Island (周公島) - Islands
- Ta Ho Pai (打蠔排) - Norra
- Tai Chau (大洲) - Sai Kung
- Tai Lei (大利) - Islands
- Tai Nim Chau (大稔洲) - Norra
- Tai O (大澳) - Islands
- Tai Pai (大排) - Sai Kung
- Tai Tau Chau (大頭洲) - Sai Kung
- Tai Tau Chau (大頭洲) - Södra
- Tai Tsan Chau (大鏟洲) - Sai Kung
- Tang Chau (燈洲) - Tai Po
- Tang Lung Chau (燈籠洲) - Tsuen Wan
- Tap Mun Chau (塔門 gräsö) - Tai Po
- Tau Chau (頭洲) - Södra
- The Brothers (磨刀洲) - Tuen Mun
  - Siu Mo To (小磨刀)
  - Tai Mo To (大磨刀)
  - Tsz Kan Chau (匙羹洲)
- Tit Cham Chau (鐵蔘洲) - Sai Kung
- Tit Shue Pai (鐵樹排) - Tai Po
- Tiu Chung Chau (吊鐘洲, Jin Island) - Sai Kung
- Tiu Chung Pai (吊鐘排) - Sai Kung
- Tong Hau Pai (塘口排) - Sai Kung
- Town Island (伙頭墳洲) - Sai Kung
- Tricks Islands (瑤蛇) - Quarry Bay
- Trio Island (大癩痢) - Sai Kung
- Tsim Chau Group - Sai Kung
  - Tai Chau (大洲)
  - Tsim Chau (尖洲)
- Tsing Chau (青洲) - Norra
- Tsing Yi Island (青衣島) - Kwai Tsing
- Tsui Pai (咀排) - Islands
- Tuen Tau Chau (斷頭洲) - Sai Kung
- Tung Lung Chau (東龍洲) - Sai Kung
- Tung Sam Chau (棟心洲) - Sai Kung
- Wai Chau Pai (灣仔排) - Tai Po
- Wai Kap Pai (桅夾排) - Sai Kung
- Wang Chau (橫洲) - Sai Kung
- Wang Pai (橫排) - Sai Kung
- Wo Sheung Chau (和尚洲) - Sai Kung
- Wong Mau Chau (黃茅洲) - Sai Kung
- Wong Nai Chau Tsai (黃泥洲仔) - Sai Kung
- Wong Nai Chau (黃泥洲) - Norra
- Wong Nai Chau (黃泥洲) - Norra
- Wong Nai Chau (黃泥洲) - Sai Kung
- Wong Wan Chau (往灣洲, Double Island) - Norra
- Wong Wan Pai (往灣排) - Sai Kung
- Wong Yi Chau (黃宜洲) - Sai Kung
- Wu Chau (烏洲) - Norra
- Wu Chau (烏洲) - Tai Po
- Wu Pai (烏排) - Norra
- Wu Yeung Chau Pai (湖洋洲排) - Norra
- Wu Ying Pai (烏蠅排) - Islands
- Yan Chau (印洲) - Norra
- Yau Lung Kok (游龍角) - Sai Kung
- Yeung Chau (洋洲) - Norra
- Yeung Chau (洋洲) - Tai Po
- Yeung Chau (羊洲), Sheep Island) - Sai Kung
- Yi Long Pai (二浪排) - Islands
- Yi Pai (二排) - Sai Kung
- Yim Tin Tsai (鹽田仔) - Tai Po
- Yim Tin Tsai (鹽田仔, Little Salt Field) - Sai Kung
- Yuen Kong Chau (圓崗洲) - Sai Kung

## Tidigare öar
- Channel Rock
- Chau Tsai
- Fat Tong Chau (佛堂洲, Junk Island)
- Hoi Sham Island
- Kellett Island
- La Ka Chau (勒加洲)
- Lam Chau - Islands District
- Leung Shuen Wan (糧船灣洲, High Island)
- Mong Chau
- Nga Ying Chau
- Pearl Island (龍珠島) - Tuen Mun
- Rumsey Rock
- Stonecutter's Island
- Tsing Chau eller Pillar Island
- Tung Tau Chau (東頭洲)
- Yuen Chau Tsai (元洲仔)

## Största öarna
Följande är en lista över de största öarna i territorierna, sorterade efter area (km²):
1. Lantau Island 147,16
2. Hong Kong Island 78,52
3. Lamma Island 13,74
4. Chek Lap Kok - platsen för flygplatsplattformen, 12,70
5. Tsing Yi Island 10,69
6. Kau Sai Chau 6,70
7. Po Toi 3,69
8. Cheung Chau 2,44
9. Tung Lung Chau 2,42
10. Crooked Island (Kat O) 2,35
11. Wong Wan Chau (Double Island) 2,13
12. Hei Ling Chau 1,93
13. Tap Mun Chau (gräsö) 1,69
14. Ap Lei Chau 1,30
15. Tai A Chau 1,20
16. Ping Chau 1,16
17. Peng Chau 0,97
18. Ma Wan 0,97